# Бірлово
Бі́рлово (рос. Бирлово) — присілок у складі Дмитровського міського округу Московської області, Росія.

## Населення
Населення — 114 осіб (2010; 99 у 2002).
Національний склад (станом на 2002 рік):
- росіяни — 100 %